# Mark Vishik
Mark Vishik (também Marko Vishik, em russo:  Марк(o) Иосифович Вишик, Leópolis, 19 de outubro de 1921 — 23 de junho de 2012) foi um matemático ucraniano.
Especialista em equações diferenciais parciais.

## Monografias
- Tese: On the method of orthogonal projections for linear self-adjoint equations, 1947
- Habilitação: On systems of elliptic differential equations and on general boundary-value problems, 1951
- (com AV Fursikov): Mathematical Problems of Statistical Hydromechanics, Kluwer, 1988.
- (com AV Babin): Attractors of Evolution Equations, North-Holland, 1992 (original russo 1989)
- Asymptotic Behaviour of Solutions of Evolutionary Equations, Cambridge University Press, 1993
- (Autor e editor com AV Babin): Properties of Global Attractors of Partial Differential Equations, Advances in Soviet Mathematics (AMS), Volume 10, 1992 (antologia de quatro artigos, dois de Mark Vishik (com Skvortsov VY))
- (com VV Chepyzhov): Attractors for Equations of Mathematical Physics (Colloquium Publications 49 (AMS)), 2002